# نرم‌افزار اسلو لوریس

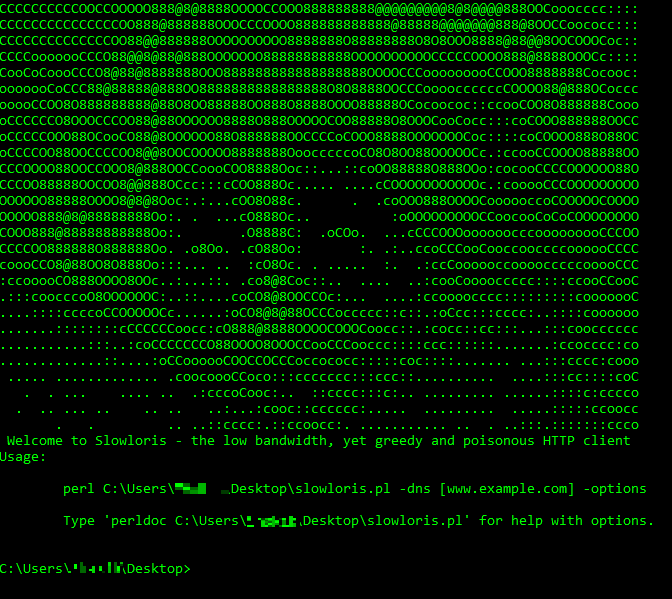
نرم افزار اسلو لوریس

نرم‌افزار اسلو لوریس (به انگلیسی: Slowloris) یک تکه از نرم‌افزار نوشته شده توسط رابرت "RSnake" هانسن که اجازه می‌دهد به یک ماشین تا وب سرور دستگاه دیگری را با مشکل حداقل پهنای باند و عوارض در مورد ارائه خدمات و پورت نامربوط روبه رو کند.
Slowloris در تلاش برای باز کردن و حفظ ارتباطات زیادی با وب سرور هدف است تا زمانی که ممکن است.
این این کار با باز کردن اتصالات به سرور وب هدف و ارسال یک درخواست نا تمام صورت می‌گیرد. به صورت دوره‌ای هدر HTTP را از این پس ارسال خواهد کرد؛ و ارتباطات pool هم‌زمان آن‌ها پر خواهد شد و در نهایت از سوی کاربران انکار را خواهیم داشت
راهکار کاهش حمله اسلو لوریس
در حالیکه پیکربندی قابل اطمینانی برای جلوگیری از حمله اسلو لوریس برای وب سرورها تحت تأثیر این حمله وجود ندارد اما راه حلهایی برای کاهش یا تسکین دادن تأثیر چنین حمله‌ای وجود دارد. به‌طور کلی این راه حل‌ها شامل افزایش بیشینه تعداد کلاینت‌هایی که وب سرور خواهد پذیرفت، اتصالات یک آدرس IP تکی پذیرفته شده را محدود ساختن، اعمال محدودیت روی حداقل سرعت انتقال یک اتصال پذیرفته شده می‌تواند داشته باشد و همچنین محدود کردن طول زمانی که یک کلاینت پذیرفته شده می‌تواند با آن اتصال داشته باشد.
در وب سرور آپاچی تعدادی ماژول برای محدود کردن خسارت ناشی از حمله اسلو لوریس می‌تواند استفاده شود. ماژول‌های زیر به عنوان ابزاری برای کاهش حمله احتمالاً موفق Slowloris پیشنهاد می‌شود:
- mod_limitipconn
- mod_qos
- mod_evasive
- mod_security
- mod_noloris
- mod_antiloris

سایر تکنیک‌های کاهش دهنده این حمله شامل ایجاد Reverse proxies، Firewalls، Load balancers، Content switches می‌باشد.
راهبران شبکه همچنین می‌توانند وب سرورهای تحت تأثیر این حمله را با نرم‌افزاری که به وسیله این شکل از حمله تحت تأثیر قرار نمی‌گیرد تغییر دهند. برای مثال lighttpd و nginx تسلیم چنین حمله مشخصی قرار نمی‌گیرند.
در طول جوشش اعتراضات خیابانی معترضین به نتایج انتخابات دهم، اسلو لوریس به عنوان یک ابزار برجسته برای اعمال حملات DoS علیه سایت‌های دولتی ایران استفاده شد. عقیده بر این بود که استفاده از حمله DDoD بر روی دسترسی اینترنتی حکومت و معترضان تأثیر یکسانی خواهد داشت به همین دلیل می‌توانند از پهنای باند قابل توجهی استفاده کند. در عوض حمله اسلو لوریس انتخاب شد چرا که تأثیر بالا و نسبتاً پهنای باند کمی نیاز بود. وب سایت‌های حکومتی هدف قرار گرفته در طول این حملات شامل gerdab.ir, leader.ir, president.irمی‌شود.